# روبان نقره‌ای بهترین کارگردان

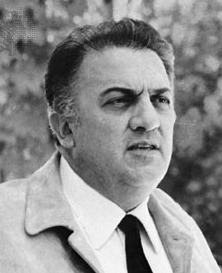
فدریکو فلینی یکی از کارگردانان برتر ایتالیا

روبان نقره‌ای بهترین کارگردان (ایتالیایی: Nastro d'argento al regista del miglior film) یکی از جوایز اتحادیه ملی روزنامه نگاران سینمای ایتالیا است که از ۱۹۴۶ تاکنون به بهترین کارگردان ایتالیا اهدا می‌شود.

## دهه ۱۹۴۰
- ۱۹۴۶
  - آلساندرو بلازتی - Un giorno nella vita
  - ویتوریو دسیکا - واکسی
- ۱۹۴۷ - روبرتو روسلینی - از خودی‌ها
- ۱۹۴۸
  - آلبرتو لاتوادا - Flesh Will Surrender
  - جوزپه دسانتیس - شکار غم‌انگیز
- ۱۹۴۹ - ویتوریو دسیکا - دزد دوچرخه

## دهه ۱۹۵۰
- ۱۹۵۰ - آگوستو جنینا - Heaven over the Marshes
- ۱۹۵۱ - آلساندرو بلازتی -  Prima comunione
- ۱۹۵۲ - رناتو کاستلانی - دو شاهی امید
- ۱۹۵۳ - لوئیجی زامپا - The City Stands Trial
- ۱۹۵۴ - فدریکو فلینی - I Vitelloni
- ۱۹۵۵ - فدریکو فلینی - جاده
- ۱۹۵۶ - میکل‌آنجلو آنتونیونی - رفیقه‌ها
- ۱۹۵۷ - پیترو جرمی - مرد راه‌آهن
- ۱۹۵۸ - فدریکو فلینی - شب‌های کابیریا
- ۱۹۵۹ - پیترو جرمی - A Man of Straw

## دهه ۱۹۶۰
- ۱۹۶۰ - روبرتو روسلینی - ژنرال دلا روره
- ۱۹۶۱ - لوکینو ویسکونتی - روکو و برادرانش
- ۱۹۶۲ - میکل‌آنجلو آنتونیونی - شب
- ۱۹۶۳
  - نانی لوی - چهار روز ناپلز
  - فرانچسکو رزی - سالواتوره جولیانو
- ۱۹۶۴ - فدریکو فلینی - ۱/۲ ۸
- ۱۹۶۵ - پیر پائولو پازولینی - The Gospel
According to St. Matthew
- ۱۹۶۶ - آنتونیو پیترآنجلی - من او را خوب می‌شناختم
- ۱۹۶۷ - جیلو پونته‌کوروو - نبرد الجزیره
- ۱۹۶۸ - الیو پتری - We Still Kill the Old Way
- ۱۹۶۹ - فرانکو زفیرلی - رومئو و ژولیت

## دهه ۱۹۷۰
- ۱۹۷۰ - لوکینو ویسکونتی - The Damned
- ۱۹۷۱ - الیو پتری - بازجویی از یک شهروند دور از سوءظن
- ۱۹۷۲ - لوکینو ویسکونتی - مرگ در ونیز
- ۱۹۷۳ - برناردو برتولوچی - آخرین تانگو در پاریس
- ۱۹۷۴ - فدریکو فلینی - آمارکورد
- ۱۹۷۵ - لوکینو ویسکونتی - تابلوی خانواده در صحنه‌ای از زندگی روزانه
- ۱۹۷۶ - میکل‌آنجلو آنتونیونی - حرفه: خبرنگار
- ۱۹۷۷ - والریو زورلینی - صحرای تاتارها
- ۱۹۷۸ - برادران تاویانی - پدرسالار
- ۱۹۷۹ - ارمانو اولمی - درخت چوب سندل

## دهه ۱۹۸۰
- ۱۹۸۰ - فدریکو فلینی - شهر زنان (فیلم۱۹۸۰)
- ۱۹۸۱ - فرانچسکو رزی - سه برادر
- ۱۹۸۲ - مارکو فرری - داستان‌های جنون معمولی
- ۱۹۸۳ - برادران تاویانی - شب سن لورنزو
- ۱۹۸۴
  - پوپی آواتی - Una gita scolastica
  - فدریکو فلینی - And the Ship Sails On
- ۱۹۸۵ - سرجو لئونه - روزی روزگاری در آمریکا
- ۱۹۸۶ - ماریو مونیچلی - Speriamo che sia femmina
- ۱۹۸۷ - اتوره اسکولا - خانواده
- ۱۹۸۸ - برناردو برتولوچی - آخرین امپراتور
- ۱۹۸۹ - ارمانو اولمی - The Legend of the Holy Drinker

## دهه ۱۹۹۰
- ۱۹۹۰ - پوپی آواتی - The Story of Boys & Girls
- ۱۹۹۱ - جانی آملیو - Open Doors
- ۱۹۹۲ - گابریله سالواتورس - مدیترانه
- ۱۹۹۳ - جانی آملیو - بچه‌های دزدیده‌شده
- ۱۹۹۴ - نانی مورتی - خاطرات عزیز
- ۱۹۹۵ - جانی آملیو - Lamerica
- ۱۹۹۶ - جوزپه تورناتوره - ستاره‌ساز
- ۱۹۹۷ - ماوریتسیو نیکه‌تی - Luna e l'altra
- ۱۹۹۸ - روبرتو بنینی - زندگی زیباست
- ۱۹۹۹ - جوزپه تورناتوره - افسانه ۱۹۰۰

## دهه ۲۰۰۰
- ۲۰۰۰ - سیلویو سولدینی - Bread and Tulips
- ۲۰۰۱ - نانی مورتی - اتاق پسر
- ۲۰۰۲ - مارکو بلوکیو - لبخند مادر من
- ۲۰۰۳ - گابریله سالواتورس - I'm Not Scared
- ۲۰۰۴ - مارکو تولیو جوردانا - بهترین دوران جوانی
- ۲۰۰۵ - جانی آملیو - The Keys to the House
- ۲۰۰۶ - میکله پلاچیدو - Romanzo Criminale
- ۲۰۰۷ - جوزپه تورناتوره - زن ناشناخته
- ۲۰۰۸ - پائولو ویردزی -  Tutta la vita davanti
- ۲۰۰۹ - پائولو سورنتینو - ایل دیوو

## دهه ۲۰۱۰
- ۲۰۱۰ - پائولو ویردزی - The First Beautiful Thing
- ۲۰۱۱ - نانی مورتی - Habemus Papam
- ۲۰۱۲ - پائولو سورنتینو - اینجا باید همان‌جا باشد
- ۲۰۱۳ - جوزپه تورناتوره - بهترین پیشنهاد
- ۲۰۱۴ - پائولو ویردزی - Human Capital
- ۲۰۱۵ - پائولو سورنتینو - جوانی